# Ruzzle
Ruzzle è un videogioco sviluppato dalla MAG Interactive e pubblicato su App Store e Google Play a marzo 2012 e arrivato a marzo dell'anno successivo sul Marketplace di Windows Phone e sul BlackBerry World store. Il meccanismo di gioco è ispirato ai giochi da tavolo Il Paroliere e Scarabeo.

## Modalità di gioco
Il gioco è basato su un sistema di sfide online: per iniziare una partita il giocatore dovrà obbligatoriamente trovare un avversario da sfidare, che potrà essere scelto casualmente dal sistema fra gli utenti online oppure scelto da una lista di amici impostata dal giocatore o scelto fra gli amici di Facebook.
Ciascuna partita è divisa in tre round, e il punteggio finale è dato dalla somma dei punteggi ottenuti nei singoli round. In ciascun round il giocatore ha due minuti a disposizione per formare il maggior numero di parole di senso compiuto con le sedici lettere a disposizione nella griglia 4×4 sullo schermo. Le parole devono essere di almeno 2 lettere e devono essere formate unendo lettere adiacenti fra loro in orizzontale, verticale o diagonale. Non è possibile inserire la stessa casella-lettera più volte all'interno della stessa parola. Come nello Scarabeo, a ciascuna lettera è assegnato un punteggio in base alla difficoltà di inserirla all'interno di parole di senso compiuto; ad esempio vocali comuni come A, E, I, O valgono 1 punto, mentre le consonanti più rare come la Z o la H valgono 8 punti.
Il punteggio totale assegnato a ciascuna parola trovata è dato dalla somma dei punteggi assegnati alle singole lettere più un "bonus lunghezza" per le parole più lunghe di cinque lettere. È possibile aumentare il proprio punteggio utilizzando le lettere contrassegnate da simboli-bonus: DL duplica il valore relativo alla lettera, TL triplica il suo valore; DW duplica e TW triplica il valore totale della parola. Il numero delle lettere bonus varia a seconda del round: nel primo round sono presenti solamente una DL e una TL, nel secondo round compare anche una DW mentre nel terzo sono presenti anche due DW e una TW.

## Sviluppo
La Mag Interactive iniziò a lavorare al concept di Ruzzle nell'autunno del 2011, e per la programmazione dell'applicazione furono necessari circa 3-4 mesi. Fu pubblicato inizialmente con il nome di Rumble nel marzo 2012, ottenendo un successo limitato al mercato svedese e ad alcuni paesi vicini come Danimarca, Norvegia e Paesi Bassi.. 
Il successo internazionale arrivò nel dicembre del 2012 quando si verificò un alto numero di download dell'applicazione a Collins, un piccolo villaggio vicino a New Orleans, probabilmente da parte di un gruppo di studenti di college. Da questo primo nucleo la moda del gioco si diffuse in maniera rapidissima in tutto il mondo, portando Ruzzle in cima alla lista delle app più scaricate negli Stati Uniti d'America. A gennaio del 2013 Ruzzle contava più di 10 milioni di giocatori in 128 diversi paesi.

## Versioni
Il gioco per Android è distribuito in due versioni: "Ruzzle" (a pagamento) e "Ruzzle Free" (gratuita), mentre su iOS la versione completa è sbloccabile in seguito all'acquisizione gratuita del gioco. La versione a pagamento oltre a non contenere pubblicità offre la possibilità di visualizzare le proprie statistiche e l'elenco di tutte le parole possibili da trovare in ogni tabellone (questo però solamente dopo aver disputato la partita).
Il gioco è stato inoltre distribuito per Kindle Fire, sulla piattaforma BlackBerry a partire dal 22 marzo 2013 e la versione per Windows Phone a partire dal 28 marzo.

## Tornei
Il software elabora giornalmente una classifica dei migliori giocatori per ciascuna lingua, calcolando il punteggio di ciascun giocatore in base a un ranking ELO simile a quello utilizzato per gli scacchi. La classifica è consultabile direttamente dall'applicazione se si dispone della versione a pagamento o in alternativa dal sito ufficiale.
Pur esistendo tornei non ufficiali, fino al febbraio del 2015 non esisteva alcun torneo organizzato dalla MAG Interactive, ma con l'aggiornamento alla versione 2.0 questa lacuna è stata colmata.

## Ruzzle Adventure
Il 22 maggio 2014 è stata pubblicata su App Store una nuova versione del gioco chiamata Ruzzle Adventure. A differenza della precedente il gioco è rivolto al gioco single-player e offre 150 livelli da superare divisi in tre mondi.
La meccanica di gioco è sempre quella di comporre parole di senso compiuto partendo da un tabellone (da 16 o 25 caselle a seconda dei livelli), ma stavolta la ricerca delle parole non è casuale ma a seconda del livello vengono definite una serie di sfide (es. trovare parole con un certo numero di lettere o con un numero massimo di mosse), inoltre il tabellone non è statico ma è dinamico e le lettere cambiano ogni volta che viene individuata una nuova parola. Sono inoltre presenti caselle speciali che permettono di ottenere punti, bonus (tempo extra) e potenziatori che possono essere anche acquistati tramite acquisti in-app.